# Élections législatives de 2012 en Guyane
Les élections législatives françaises de 2012 se déroulent les 9 et 16 juin, en avance de vingt-heures sur la métropole en raison du décalage horaire. Dans le département de la Guyane, deux députés sont à élire dans le cadre de deux circonscriptions, soit le même nombre d'élus malgré le redécoupage électoral.

## Élus
| Circonscription | Député sortant     | Parti | Parti   | Groupe   | Député élu ou réélu | Parti | Parti | Groupe   |
| --------------- | ------------------ | ----- | ------- | -------- | ------------------- | ----- | ----- | -------- |
| 1re             | Christiane Taubira |       | Walwari | app. SRC | Gabriel Serville    |       | PSG   | GDR      |
| 2e              | Chantal Berthelot  |       | AGEG    | app. SRC | Chantal Berthelot   |       | AGEG  | app. SRC |

## Résultats

### Analyse
Au soir du second tour, la gauche remporte les deux circonscriptions de la Guyane.

### Résultats à l'échelle du département
| Parti          | Parti                                                 | Premier tour | Premier tour | Second tour | Second tour | Sièges |
| Parti          | Parti                                                 | Voix         | %            | Voix        | %           | Sièges |
| -------------- | ----------------------------------------------------- | ------------ | ------------ | ----------- | ----------- | ------ |
|                | Divers gauche                                         | 5 213        | 23,42        | 6 931       | 25,76       | 3      |
|                | À gauche en Guyane                                    | 3 699        | 16,62        | 7 081       | 26,31       | 1      |
|                | Europe Écologie Les Verts                             | 1 132        | 5,09         |             |             | 0      |
|                | Majorité présidentielle                               | 10 044       | 45,12        | 14 012      | 52,07       | 1      |
|                |                                                       |              |              |             |             |        |
|                | Union pour un mouvement populaire                     | 2 957        | 13,29        | 4 528       | 16,83       | 0      |
|                | Droite parlementaire                                  | 2 957        | 13,29        | 4 528       | 16,83       | 0      |
|                |                                                       |              |              |             |             |        |
|                | Parti socialiste guyanais                             | 4 479        | 20,13        | 8 369       | 31,10       | 1      |
|                | Mouvement de décolonisation et d'émancipation sociale | 454          | 11,03        |             |             | 0      |
|                | Divers                                                | 1 009        | 4,53         | 0           |             |        |
|                | Régionaliste                                          | 666          | 2,99         | 0           |             |        |
|                | Mouvement démocrate                                   | 385          | 1,73         | 0           |             |        |
|                | Front de gauche                                       | 265          | 1,19         | 0           |             |        |
|                |                                                       |              |              |             |             |        |
| Inscrits       | Inscrits                                              | 77 207       | 100,00       | 77 208      | 100,00      | 2      |
| Abstentions    | Abstentions                                           | 53 692       | 69,54        | 48 798      | 63,2        |        |
| Votants        | Votants                                               | 23 515       | 30,46        | 28 410      | 36,8        |        |
| Blancs et nuls | Blancs et nuls                                        | 1 256        | 5,34         | 1 501       | 5,28        |        |
| Exprimés       | Exprimés                                              | 22 259       | 94,66        | 26 909      | 94,72       |        |

### Résultats par circonscription

#### Première circonscription (Cayenne)
Députée sortante : Christiane Taubira (Walwari).
| Candidat       | Candidat             | Parti          | Premier tour | Premier tour | Second tour | Second tour |  |
| Candidat       | Candidat             | Parti          | Voix         | %            | Voix        | %           |  |
| -------------- | -------------------- | -------------- | ------------ | ------------ | ----------- | ----------- |  |
|                | Gabriel Serville élu | PSG            | 3 548        | 28,23        | 8 369       | 54,70       |  |
|                | Joëlle Prévôt-Madère | Divers gauche  | 2 918        | 23,22        | 6 931       | 45,30       |  |
|                | Fabien Canavy        | MDES           | 2 174        | 17,30        |             |             |  |
|                | Claude Plenet        | Divers gauche  | 1 545        | 12,29        |             |             |  |
|                | Michel Dubouillé     | EÉLV           | 697          | 5,55         |             |             |  |
|                | Roland Polycarpe     | Régionaliste   | 666          | 5,30         |             |             |  |
|                | Gamal Hooseinbux     | MoDem          | 385          | 3,06         |             |             |  |
|                | Jésulaure Hyppolyte  | Divers         | 370          | 2,94         |             |             |  |
|                | Monique Guard        | FG             | 265          | 2,11         |             |             |  |
|                |                      |                |              |              |             |             |  |
| Inscrits       | Inscrits             | Inscrits       | 46 389       | 100,00       | 46 389      | 100,00      |  |
| Abstentions    | Abstentions          | Abstentions    | 32 971       | 71,08        | 30 057      | 64,79       |  |
| Votants        | Votants              | Votants        | 13 418       | 28,92        | 16 332      | 35,21       |  |
| Blancs et nuls | Blancs et nuls       | Blancs et nuls | 850          | 6,33         | 1 032       | 6,32        |  |
| Exprimés       | Exprimés             | Exprimés       | 12 568       | 93,67        | 15 300      | 93,68       |  |

#### Deuxième circonscription (Saint-Laurent-du-Maroni)
| Candidat       | Candidat                          | Parti          | Premier tour | Premier tour | Second tour | Second tour |  |
| Candidat       | Candidat                          | Parti          | Voix         | %            | Voix        | %           |  |
| -------------- | --------------------------------- | -------------- | ------------ | ------------ | ----------- | ----------- |  |
|                | Chantal Berthelot sortante réélue | AGEG           | 3 699        | 38,17        | 7 081       | 61,00       |  |
|                | Léon Bertrand                     | UMP            | 2 957        | 30,51        | 4 528       | 39,00       |  |
|                | Sergine Kokasson                  | PSG            | 931          | 9,61         |             |             |  |
|                | José Guillolet,                   | Divers gauche  | 750          | 7,74         |             |             |  |
|                | Aldo Néman                        | Divers         | 639          | 6,59         |             |             |  |
|                | José Gaillou                      | EÉLV           | 435          | 4,49         |             |             |  |
|                | Armand Achille                    | MDES           | 280          | 2,89         |             |             |  |
|                |                                   |                |              |              |             |             |  |
| Inscrits       | Inscrits                          | Inscrits       | 30 818       | 100,00       | 30 819      | 100,00      |  |
| Abstentions    | Abstentions                       | Abstentions    | 20 721       | 67,24        | 18 741      | 60,81       |  |
| Votants        | Votants                           | Votants        | 10 097       | 32,76        | 12 078      | 39,19       |  |
| Blancs et nuls | Blancs et nuls                    | Blancs et nuls | 406          | 4,02         | 469         | 3,88        |  |
| Exprimés       | Exprimés                          | Exprimés       | 9 691        | 95,98        | 11 609      | 96,12       |  |